# علم‌الدین محمدوف
علم‌الدین محمدوف (ترکی آذربایجانی: Elməddin Məmmədov؛ زادهٔ ۹ اکتبر ۱۹۹۵) بازیکن فوتبال اهل جمهوری آذربایجان است.
وی همچنین در تیم‌های ملی فوتبال تیم ملی فوتبال زیر ۱۵ سال جمهوری آذربایجان، زیر ۱۷ سال جمهوری آذربایجان، زیر ۱۹ سال جمهوری آذربایجان، و زیر ۲۱ سال جمهوری آذربایجان بازی کرده‌است.